# فيضة مشكك
فيضة مُشكك هي فيضة، في ناحية بصية بقضاء السلمان بمحافظة المثنى، بالبادية العراقية، جنوب العراق.